# Солонянська виправна колонія № 21
 Солонянська виправна колонія  — виправна колонія управління Державного департаменту України з питань виконання покарань у Дніпропетровській області № 21.

## Історія колонії
Колонія розташована в селі Аполонівка Солонянського району Дніпропетровської області. До Великої Вітчизняної війни на її території була розташована дитяча трудова колонія для неповнолітніх та дітей-сиріт. У роки війни дітей евакуювали, а на території колонії було розміщено госпіталь, спочатку для поранених радянських солдатів при відступі наших військ, а потім — німецький.
Після війни було відновлено статус дитячої трудової колонії для неповнолітніх та дітей-сиріт. На базі колонії готували спеціалістів по професіям сільськогосподарського профілю: водіїв, трактористів, комбайнерів тощо. За установою були закріплені землі для ведення сільського господарства.
До 1961 р. проблему дитячої безпритульності було подолано, дітей на території колонії було все менше і менше. У1961 р. згідно з спільним рішенням Ради Міністрів та МВС СРСР на базі дитячої трудової колонії для неповнолітніх та дітей-сиріт була створена Солонянська виправно-трудова колонія загального виду режиму. Засуджені, які утримувались в колонії, в основному займались сільськогосподарським виробництвом. З цього часу починає розвиватись промислове виробництво і будуються цехи. З 1964 р. освоєно виробництво сіялки для розкидування добрив.
Колонія швидкими темпами розвивається, до 1972 р. створена промислова база, проведено благоустрій території. Для працівників установи збудовано житлові будинки. У 1972 р. колонія загального режиму була розформована і на її базі була створена колонія з суворим режимом утримання. Збільшився ліміт наповнення. Виробництво колонії перейшло повністю на виготовлення промислової продукції.

## Сучасний стан
У 90-х роках після розпаду СРСР намітився спад виробництва через порушення кооперації з заводами, припинився випуск сільськогосподарських машин, а через відсутність металу припинено випуск деяких видів продукції. Керівництву колонії довелося шукати замовлення, впроваджувати нові види продукції.
На сьогоднішній день установа має свою власну розвинуту промислову базу, підприємство установи виготовляє в широкому асортименті продукцію для шахт «Павлоградвугілля».
У цей час Солонянська виправна колонія виконує функції виправної колонії середнього рівня безпеки для осіб, які раніше відбували покарання у виді позбавлення волі. У липні 2004 р. в установі створено дільницю посиленого контролю, В установі організовано загальноосвітнє навчання засуджених в заочному навчально-консультаційному пункті. Для засуджених, які не мають робітничих професій, організовано курси професійно-технічного навчання на виробництві установи, де засуджені здобувають професії електрогазозварювальника, токаря та муляра-штукатура.
З травня 2003 р. в установі функціонує Храм Святого Великомученика Георгія Побєдоносця.
У різні роки установу очолювали:
О. І. Мічкань, С. Ю. Осінський, А. В. Швидкий, І. Б. Харітонов, В. Є. Квачов, М. О. Скоропад, Ю. І. Гончаренко, І. М. Григорчук.

## Адреса
- 52406 с. Аполонівка Солонянського району Дніпропетровської області